# Ludwig Philipp (Pfalz-Simmern)

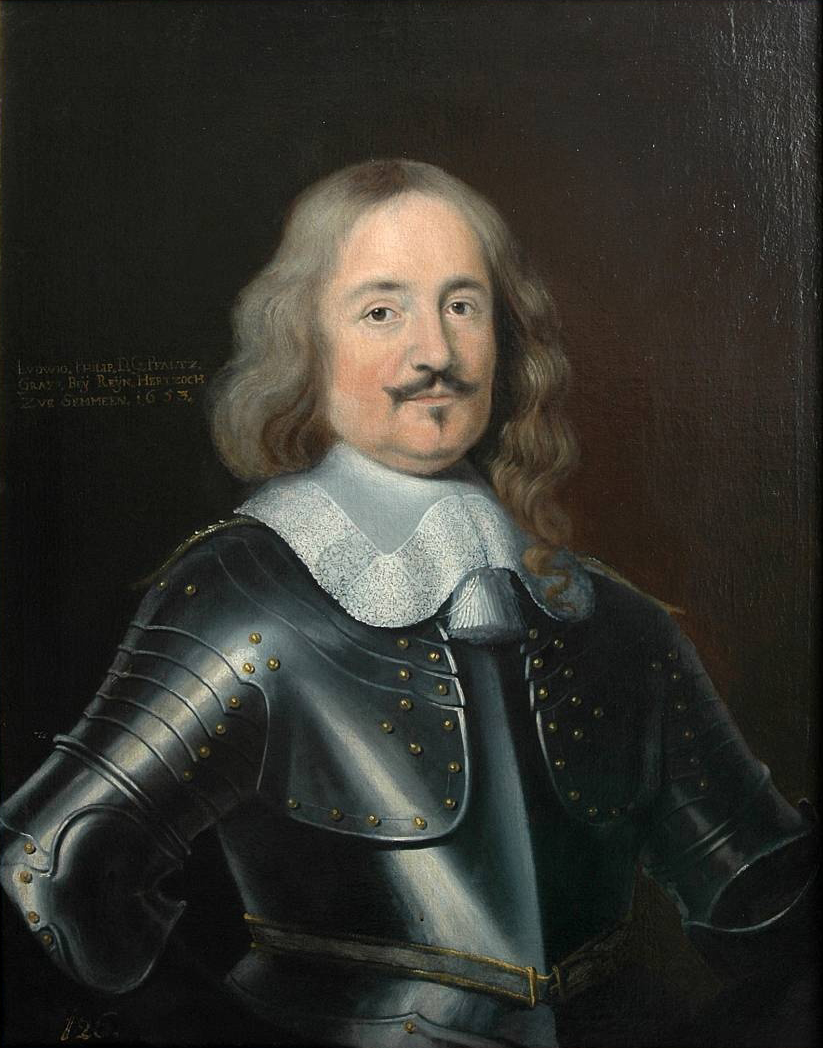
Porträt des Pfalzgrafen Ludwig Philipp von Simmern

Ludwig Philipp (* 23. November 1602 in Heidelberg; † 8. Januar 1655 in Crossen) war Sohn des Kurfürsten Friedrichs IV. und jüngerer Bruder des „Winterkönigs“ Friedrichs V. und nach dessen Tod 1632 Vormund des Kurprinzen und Administrator der Kurpfalz.

## Leben

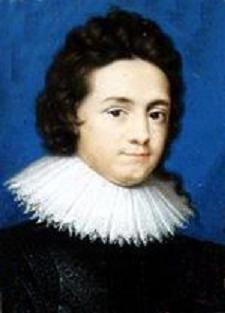
Jugendportrait des Ludwig Philipp von Simmern

Der jüngere Bruder Friedrichs V. erhielt laut väterlichen Testaments die Stadt Simmern, die sponheim’schen Gebietsteile und das Fürstentum Pfalz-Simmern, das aber nach einem Abkommen von 1653 an die kurfürstliche Linie zurückfallen musste. Ludwig Philipp folgte seinem Bruder nach Böhmen und hatte für die kurze Zeit bis zur Schlacht am Weißen Berg das Fürstbistum Breslau inne.
Obwohl Kaiser Ferdinand II. seine Unschuld am Böhmischen Abenteuer anerkannt hatte, wurden seine Lande von den Spaniern okkupiert. Das Eingreifen der Schweden in den Dreißigjährigen Krieg brachte ihm Simmern zurück sowie die Bestallung als schwedischer Administrator der Kurpfalz, allerdings musste er sich bereits 1634 nach der schwedischen Niederlage bei Nördlingen nach Frankenthal und Sedan zurückziehen.
Erst durch die Bestimmungen des Westfälischen Friedens wurde Ludwig Philipp wieder in seinen Landen eingesetzt.
Ludwig Philipp wurde 1624 als „Der Gefährliche“ in die Fruchtbringende Gesellschaft aufgenommen. Nachdem er 1646 in seine Residenzstadt Kaiserslautern zurückgekehrt war, nahm er 14 Mitglieder in die Fruchtbringende Gesellschaft auf.

## Nachkommen
Ludwig Philipp heiratete 1631 Marie Eleonore (1607–1675), Tochter des Kurfürsten Joachim Friedrich von Brandenburg, mit der er folgende Kinder hatte:
- Karl Friedrich (1633–1635)
- Gustav Ludwig (1634–1635)
- Karl Philipp (1635–1636)
- Ludwig Kasimir (1636–1652)
- Elisabeth Marie Charlotte (1638–1664)

⚭ 1660 Herzog Georg III. von Liegnitz (1611–1664)
- Ludwig Heinrich Moritz (1640–1674), Pfalzgraf von Simmern

⚭ 1666 Prinzessin Marie von Oranien-Nassau (1642–1688)
- Luise Sophie Eleonore (1642–1643)